# Vaxholmskonflikten
Vaxholmskonflikten var en arbetsrättslig konflikt i Sverige 2004–2005 som kretsade kring ett bygge i Vaxholm utanför Stockholm. Konfliktens parter var det lettiska byggföretaget Laval un Partneri Ltd. med sitt svenska dotterbolag L&P Baltic Bygg på ena sidan och fackförbunden Svenska byggnadsarbetareförbundet ("Byggnads") och Svenska elektrikerförbundet ("Elektrikerna") på den andra. Efter en begäran om förhandsavgörande av Arbetsdomstolen dömde EU-domstolen (då EG-domstolen) 18 december 2007 till fördel för Laval un Partneri Ltd.
I december 2009 dömde Arbetsdomstolen de både fackförbunden Byggnads och Elektrikerna att tillsammans betala ett allmänt skadestånd på 550 000 kronor till företaget för olagliga stridsåtgärder.
I april 2010 ändrades svensk lag under den dåvarande alliansregeringen enligt EG-domstolens beslut. Lagändringen fick namnet "Lex Laval".
I februari 2013 gjorde Internationella arbetsorganisationen ett yttrande om domen i vilket de ansåg att domen stred mot föreningsrätten. Organisationen krävde att regeringen skulle ändra "Lex Laval" och betala tillbaka skadeståndet till Byggnads och Elektrikerna.
I april 2017 röstade riksdagen igenom den nya socialdemokratiska regeringens föreslagna ändringar till "Lex Laval", som tillåter stridsåtgärder i flera fall. Regeringens förslag stöddes av Sverigedemokraterna och Vänsterpartiet.

## Bakgrund
Byggföretaget Laval un Partneri Ltd. vann en upphandling av Vaxholms kommun om att bygga om Söderfjärdsskolan (före detta stabsbyggnad till Stockholms kustartilleriförsvar) i Vaxholm, en ombyggnation som företagets svenska dotterbolag L&P Baltic Bygg inledde sommaren 2004. Företaget hade i detta skede inte ingått något kollektivavtal och inledde förhandlingar med det svenska fackförbundet Byggnads. Under hösten 2004 tecknade företaget ett lettiskt kollektivavtal, som enligt uppgift gav cirka 13 700 kronor i månaden plus kost och logi.

## Konflikten inleds
Efter att förhandlingarna mellan företaget och fackförbundet Byggnads hade strandat beslöt Byggnads i oktober 2004 att försätta arbetsplatsen i blockad, en blockad som inleddes i november 2004. Fackförbundet Elektrikerna varslade i samband med detta om sympatiåtgärder.
Senare framkom det att Byggnads avdelning 1 (Byggettan) i förhandlingarna med Laval hade ställt ett löneultimatum för att företaget alls skulle få ingå kollektivavtal. Löneultimatumet motsvarade en lön på 145 kronor per timme. Genomsnittslönen för svensk byggnadsarbetare var under det året 133 kronor per timme. 145 kronor i timmen var å andra sidan snittet i Byggettans avtalsområde. Ackorden inom byggnadsindustrin följer mycket strikta normer och att gå under dessa i Stockholmsorådet sågs av Byggnads som en form av lönedumpning.
Ur förhandlingsprotokollet mellan Byggettan och L&P Baltic Bygg den 15 september 2004:
| ”                                                                  | För att teckna kollektivavtal yrkar förbundet att bolaget teckna avtal om att utge 145 kronor per timme till de Yrkesarbetare som utför arbete inom Byggettans avtalsområde. Tecknas inte ett sådant kollektivavtal är förbundet berett att omedelbart vidtaga fackliga stridsåtgärder. | „ |
| – Protokoll från förhandling mellan parterna i september 2004, §3, | |   |

När tidningen Byggindustrin i december 2004 visade förhandlingsprotokollets ultimativa lönekrav för Byggnads avtalssekreterare Gunnar Ericson, den person inom Byggnads som beslutade om blockaden, svarade han att "Är det på det sättet så är det något som gått snett. Så ska inte kollektivavtalet tillämpas." Han ansåg vidare att han inte vetat om att dessa lönekrav framförts av Byggnads som förutsättning för att något kollektivavtal skulle kunna ingås mellan parterna.
Företaget ansåg sig utsatt för diskriminering och vände sig till Arbetsdomstolen med en stämningsansökan mot de svenska fackförbunden och en begäran om att AD skulle beordra facken att häva blockaden. I december 2004 sade Arbetsdomstolen interimistiskt nej till företagets begäran med motiveringen att fackens stridsåtgärder inte var olagliga.
Fackförbundet Byggnads kritiserades av arbetsgivarorganisationer och borgerliga politiker för främlingsfientlighet och protektionism, bland annat sedan en ombudsman från Byggnads skrikit "Go home, go home!" till de lettiska arbetarna utanför blockaden. Enligt Byggnads ordförande Hans Tilly syftade orden på att de lettiska arbetarna skulle "gå hem och skriva på sina kollektivavtal". Moderaternas dåvarande partisekretarare Sven Otto Littorin kallade Byggnads agerande för en "skamfläck för svensk arbetarrörelse".
I mars 2005 gick Lavals dotterbolag i konkurs och bygget i Vaxholm togs över av företaget NCC.
Den lettiska regeringen protesterade mot det svenska agerandet i ärendet med motiveringen att den fackliga blockaden utgjorde ett brott mot EU-reglerna och principen om fri rörlighet över gränserna inom EU.

## Arbetsrättsligt efterspel
I april 2005 kom Arbetsdomstolen fram till att den inte kunde avgöra ärendet förrän EU-domstolen hade klarlagt tolkningen av EU:s lagstiftning i relation till den svenska lagstiftningen.
I ett förslag till avgörande våren 2007 bedömde EU-domstolens generaladvokat att stridsåtgärder i princip är tillåtna för att tränga undan ett utländskt kollektivavtal om skillnaden mellan de två avtalen är markant och åtgärderna är proportioneliga till den förbättring som uppnås genom konflikten. Generaladvokaten ansåg att båda förutsättningar var uppfyllda. 
EU-domstolen dömde i december 2007 till fördel för L&P Baltic Bygg AB. Domstolen ansåg att Byggnads krävt mer än vad direktivet för utstationering av arbetskraft gav dem rätt till och att den svenska lagstiftningen bör ändras. Domstolen ansåg även att de svenska avtalen var så otydliga att det var omöjligt för Laval att veta vad man skulle rätta sig efter.
I mars 2008 tillsatte den svenska regeringen Claes Stråth, generaldirektör för Medlingsinstitutet, till utredare av vilka ändringar av den svenska lagstiftningen som behövde vidtas med anledning av EU-domstolens dom, en utredning vars slutsatser presenterades i december 2008. I september 2009 presenterade regeringen sitt förslag till lagändring. Lagändringen trädde i kraft den 15 april 2010.
I december 2009 dömde Arbetsdomstolen de både fackförbunden Byggnads och Elektrikerna att tillsammans betala ett allmänt skadestånd på 550 000 kronor till företaget för olagliga stridsåtgärder och att även betala rättegångskostnader på drygt 2,1 miljoner kronor. Domen i Arbetsdomstolen var oenig: tre av sju ledamöter var skiljaktiga (en ansåg att skadeståndsbeloppet skulle vara lägre och två att företaget inte borde få något skadestånd alls).
I februari 2013 uttalade sig Internationella arbetsorganisationen i fallet och ansåg att den svenska lagstiftningen som uppstått efter Vaxholmskonflikten, Lex Laval, bör rivas upp eftersom den kränker föreningsrätten. Organisationen menade också att regeringen borde ersätta det skadestånd som fackförbunden fått betala.

## Galleri

Byggnaden som låg till bakgrund till Vaxholmskonflikten
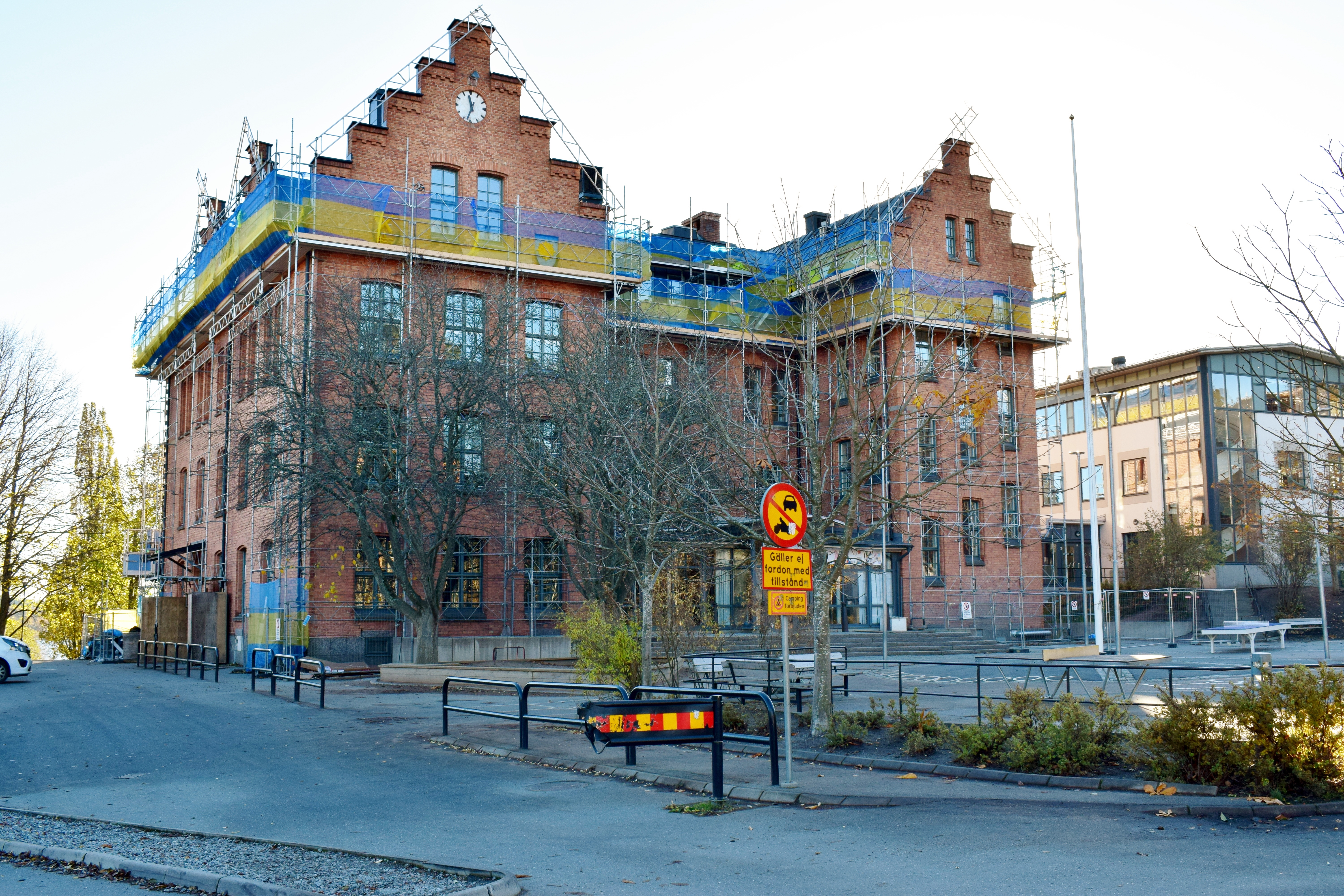
År 2018
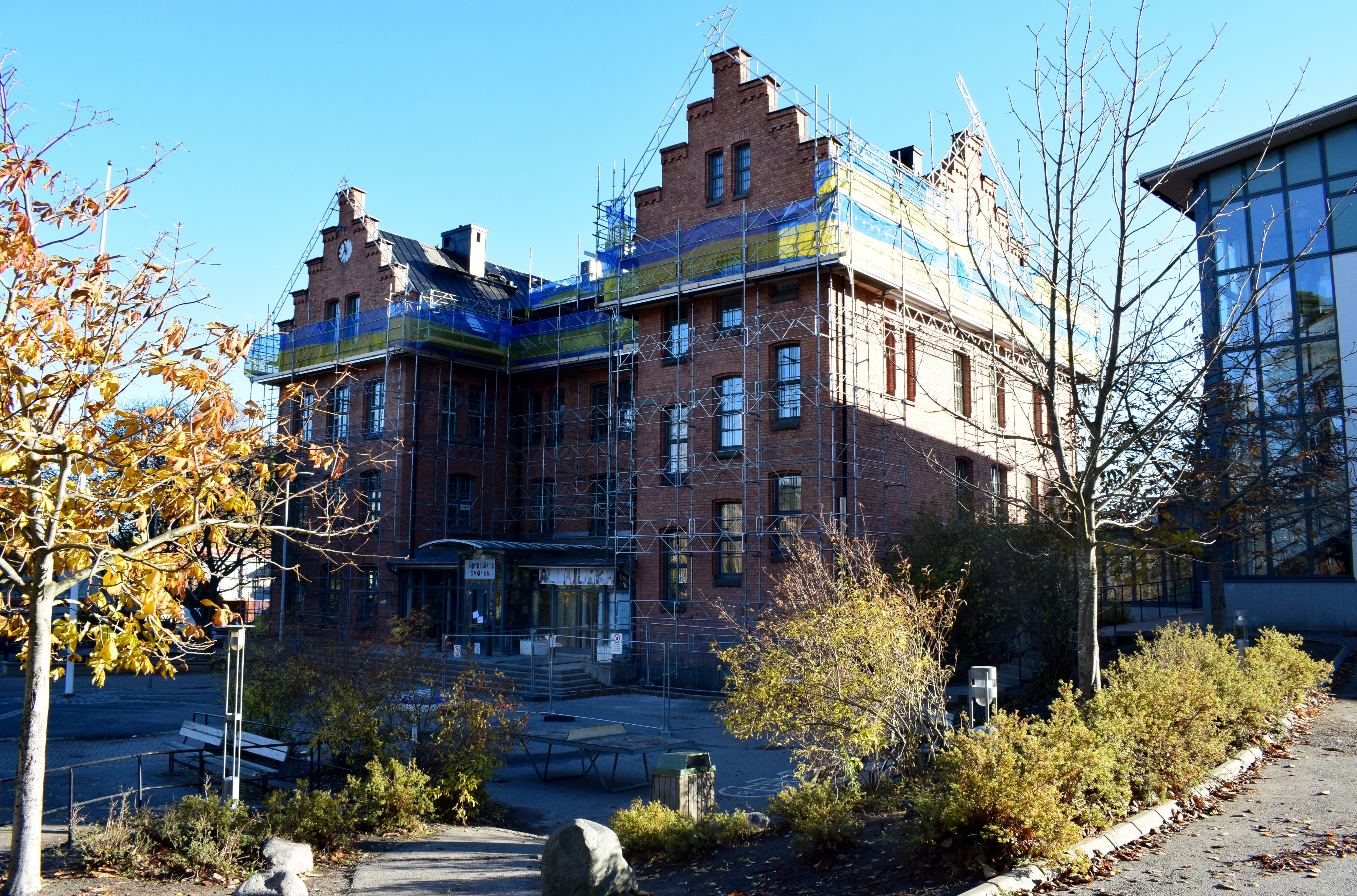
År 2018
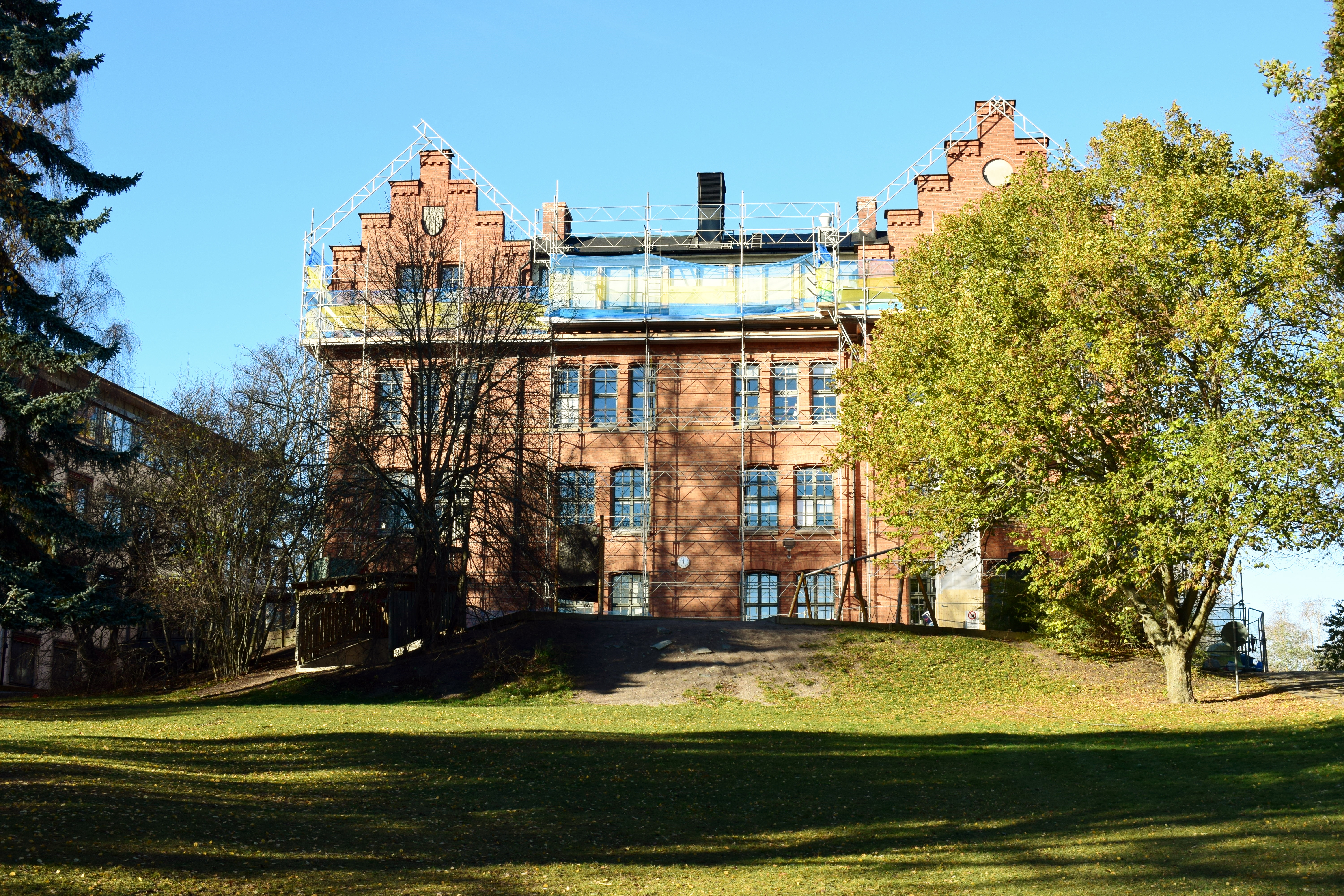
År 2018
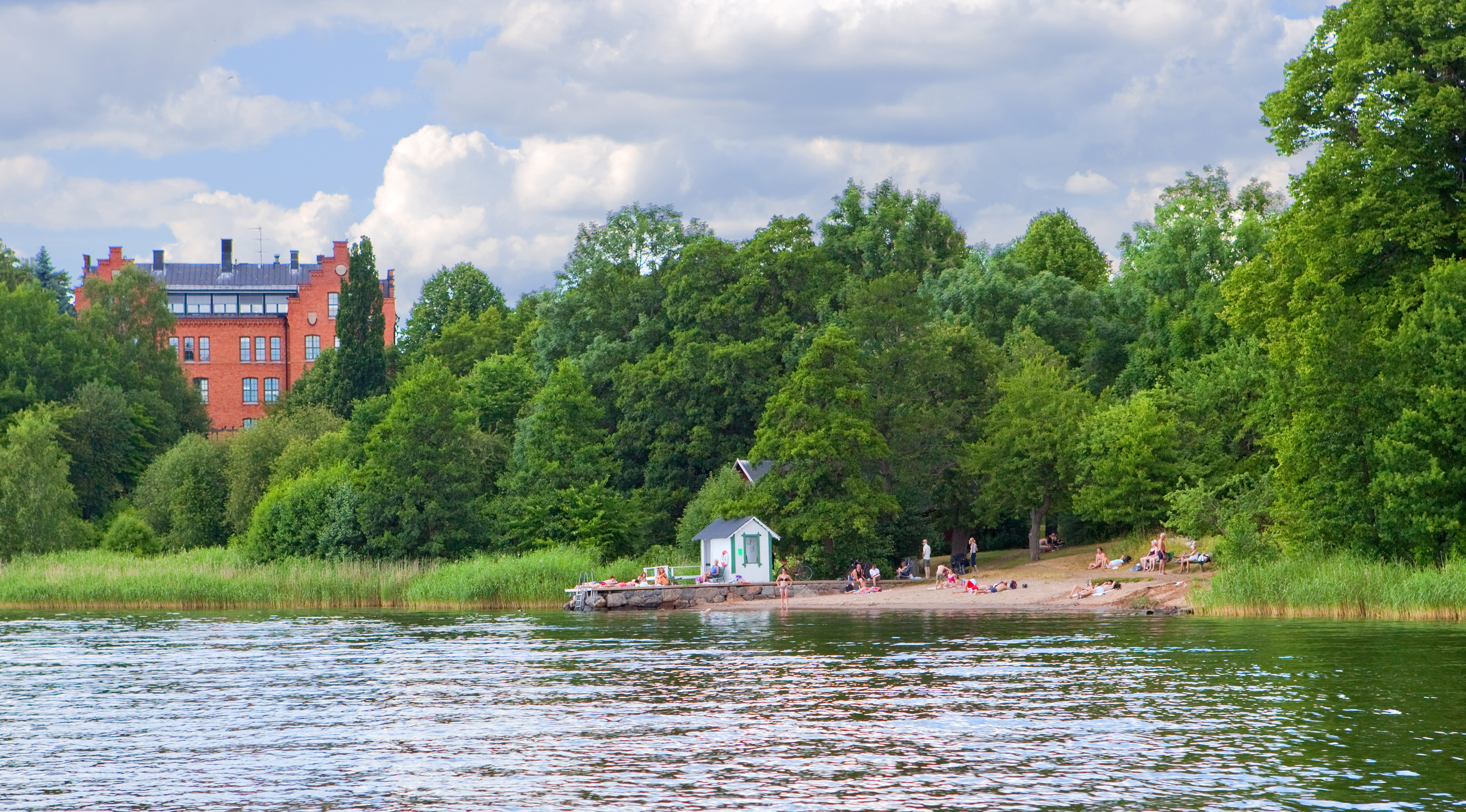
År 2010